# Test Drive Unlimited
Test Drive Unlimited es un videojuego de carreras callejeras de 2006 desarrollado por Eden Games y distribuido por Atari para Xbox 360, Microsoft Windows, PlayStation 2 y PlayStation Portable (estas últimas desarrolladas por Atari Melbourne House). A pesar de ser la decimoctava entrega de la serie Test Drive, Test Drive Unlimited sirve como un reinicio de la franquicia, descartando la continuidad de sus juegos predecesores.
Una secuela, Test Drive Unlimited 2, fue lanzado en 2011 y un segundo reinicio, Test Drive Unlimited Solar Crown, fue estrenado en 2024 por la desarrolladora Nacon.

## Jugabilidad

### Contenido en línea
En el mundo online de Test Drive Unlimited, los jugadores pueden conducir tanto por carretera como fuera de ella en modo libre, desafiando a otros jugadores en tiempo real en cualquier parte del mapa. También es posible conducir en pequeñas islas fuera de la isla principal. La versión de Xbox 360 ha sido compatible con los mandos de volante desde su lanzamiento. Tras la tercera actualización gratuita, el juego se ha vuelto compatible con los mandos de volante Force Feedback, como el volante inalámbrico Xbox 360 de Microsoft.
Las carreteras están modeladas a partir de imágenes satelitales de la isla de Oahu. Hay un espectro de diferentes terrenos que incluyen selvas tropicales, montañas, playas de arena y áreas urbanizadas (que incluyen la ciudad de Honolulu).
Si el jugador registra un perfil en el juego válido como GameSpy ID, aparte de todo el contenido offline, también accederá a todo el contenido en línea. Mientras no esté disputando alguna carrera podrán sincronizar con él 7 jugadores como máximo (8 contando al propio jugador), podrá crear y pertenecer a clubs, podrá acceder a competiciones en línea dentro del club, entre clubs o entre otros jugadores del juego.

#### Modo jugador
El juego comienza con la compra de un coche y una casa. A continuación, el jugador tiene libertad para explorar la isla; a medida que esto sucede, se revelan lugares clave en el mapa.

#### Modo multijugador
El componente multijugador (conocido como MOOR o Massively Open Online Racing) funciona como una capa adicional sobre el juego para un jugador: todas las actividades disponibles en el modo para un jugador también están disponibles en el modo multijugador. En Xbox 360, a Eden Games se le permitió agregar características únicas a Xbox Live para brindar una nueva experiencia en línea sin interrupciones. Los siguientes desafíos también están disponibles solo en el modo multijugador:
- Compite contra otros jugadores.
- Desafía a los jugadores a completar tareas.
- Intentar desafiar a otro jugador.

#### Niveles
El progreso se determina por niveles. Los jugadores comienzan como "novatos" y deben ganar puntos para alcanzar un nivel superior y mejorar su personaje. Los desafíos se desbloquean según los niveles alcanzados por los jugadores.

#### Tráfico y policía
Si los jugadores chocan continuamente contra vehículos de tráfico, se desencadenará una persecución policial. La persecución tiene tres niveles, que pueden intensificarse según las infracciones de tráfico de los jugadores o reducirse si logran evadir a la policía. Si los atrapan, los jugadores tendrán que pagar una tarifa o esperar en prisión si no tienen dinero.

#### Clubs
Los jugadores de Test Drive Unlimited pueden organizarse en clubs (similar a los clanes de otros juegos), los clubs pueden tener un máximo de 16 jugadores. Están compuestos por un presidente el cual tiene la administración completa del club, un vicepresidente y el resto de miembros. Para pertenecer a un club es necesario recibir una invitación y aceptarla o ser admitido directamente por un presidente. Al formar parte de un club el jugador podrá acceder a las siguientes carreras:
- Carreras INTRACLUB: estas carreras se organizarán entre distintos miembros de un mismo club.
- Carreras INTERCLUB: carreras organizadas entre distintos clubs. La manera de poder realizar estas carreras es la siguiente

#### Carreras en línea
En el modo en línea podremos disfrutar de las siguientes carreras:
- DRIVE-IN: Serán lugares donde el propio jugador podrá crear sus carreras y compartirlas con el resto de jugadores en línea.
- Retos instantáneos: Cuando dos jugadores se encuentren podrán correr rápidamente haciendo un cambio de luces entre ellos, podrán ser más jugadores si estos están bloqueados.
- Carreras del propio juego: El juego tiene distribuidas una serie de carreras por el resto del mapa que solo son accesibles a través del modo en línea. Estas son carreras clasificadas y carreras de velocidad.

### Contenido offline
Si el jugador no registra un perfil en el juego como GameSpy ID solo accederá a las carreras locales. En el mapa sincronizará con bots a los que también podrá hacer retos instantáneos, pero no llegará a realizar nunca el 100% del juego.

#### Carreras offline
- Tiempo: carreras contrarreloj.
- Velocidad: se pasarán por algunos radares que controlarán nuestra velocidad. Al final de la carrera se sumarán todas las velocidades y tendremos que llegar a una velocidad acumulada mínima para dar la carrera como satisfactoria.
- Carrera: carreras clasificadas corrientes. Nos enfrentaremos a otros jugadores puestos por el ordenador.
- Extra: aquí tendremos que trasladar un coche que nos dejen desde un punto a otro entregando el coche intacto. O también tendremos que dar una vuelta a una chica que se sentará de copiloto haciendo todo lo posible por qué se divierta con nuestra conducción.

## Automóviles y motocicletas
Los coches están clasificados en clases, desde la G a la A (siendo la G coches clásicos y la A coches de alto rendimiento). Las motos están clasificadas también en clases, la MB (MotoB) y MA (MotoA).La lista completa de vehículos para PC es:
AC
- AC Cobra 427

Alfa Romeo
- Alfa Romeo 8C Competizione
- Alfa Romeo Brera
- Alfa Romeo GT 3.2 V6 24V
- Alfa Romeo GT 3.2 V6 24V Sporting Technical Kit

Ascari
- Ascari KZ1

Aston Martin
- Aston Martin DB4 GT Zagato
- Aston Martin DB7 Zagato
- Aston Martin DB9 Coupe
- Aston Martin DB9 Volante
- Aston Martin V8 Vantage
- Aston Martin Vanquish S V28

Audi
- Audi A3 3.2 Quattro DSG
- Audi A6 4.2 Quattro
- Audi RS4 Quattro Saloon
- Audi S4 Cabriolet
- Audi TT Quattro Sport

Caterham
- Caterham CSR260

Chrysler
- Chrysler 300C® SRT8
- Chrysler Firepower Concept Car
- Chrysler ME-FOUR Twelve

Dodge
- Dodge Viper SRT-10

Ducati
- Ducati 999R
- Ducati Monster S4R
- Ducati Supersport 1000DS

Farboud
- Farboud Supercharged GTS Prototype

Ferrari
- Ferrari 250 GTO
- Ferrari 288 GTO
- Ferrari 575M Maranello
- Ferrari Enzo Ferrari
- Ferrari F430
- Ferrari F430 Spider
- Ferrari F40

Ford
- Ford GT
- Ford Mustang GT-R Concept
- Ford Mustang GT
- Ford Mustang GT Convertible
- Ford Shelby Cobra Concept
- Ford Shelby GR-1 Concept

General Motors
- Cadillac® Cien Concept
- Cadillac® CTS-V
- Cadillac® XLR-V
- Chevrolet® Camaro® Z-28™ '67
- Chevrolet® Corvette® C2 '63
- Chevrolet® Corvette® Stingray™ C3 '69
- Chevrolet® Corvette® C6™ Coupe '05
- Chevrolet® Corvette® C6 Z06™ '06
- Chevrolet® SSR™ '05
- Pontiac® Firebird™ '70
- Pontiac® GTO® '04
- Saturn™ Sky™ '07

Jaguar
- Jaguar E-Type '64
- Jaguar XJ220
- Jaguar XK Coupe '06
- Jaguar XK Convertible '06
- Jaguar XKR Coupe '05

Kawasaki
- Kawasaki Ninja ZX-10R '05
- Kawasaki Z1000 '05

Koenigsegg
- Koenigsegg CC8S

Lamborghini
- Lamborghini Gallardo Coupe '04
- Lamborghini Gallardo SE '05
- Lamborghini Gallardo Spyder '06
- Lamborghini Miura P400 SV '71
- Lamborghini Murciélago 6.2

Lotus
- Lotus Elise R '05
- Lotus Esprit V8 '02
- Lotus Sport Exige 240R '05

Maserati
- Maserati 3500 GT '60
- Maserati GranSport
- Maserati MC12
- Maserati Spyder 90th Anniversary
- Maserati Spyder Cambiocorsa '04

McLaren
- McLaren F1 '97
- McLaren F1 GTR '95

Mercedes-Benz
- Mercedes-Benz 300SL '57
- Mercedes-Benz CLK55 AMG '05
- Mercedes-Benz CLK DTM AMG
- Mercedes-Benz CLS55 AMG
- Mercedes-Benz SL65 AMG
- Mercedes-Benz SLK55 AMG
- Mercedes-Benz SLR McLaren

MV Agusta
- MV Agusta F4 Brutale 910S
- MV Agusta F4 Tamburini

Nissan
- Nissan 350Z Coupe
- Nissan 350 Nismo S-Tune
- Nissan Skyline GT-R R34

Noble
- Noble M14
- Noble M400

Pagani
- Pagani Zonda C12S

Saleen
- Saleen S281 3 Valve Coupe
- Saleen S281 3 Valve Convertible
- Saleen S281 Extreme Coupe
- Saleen S281 Supercharged Coupe
- Saleen S281 Supercharged Convertible
- Saleen S281 Supercharged Speedster
- Saleen S7 Twin Turbo

Shelby
- Shelby Cobra Daytona Coupe
- Shelby GT500 '67

Spyker
- Spyker C8 Laviolette

Triumph
- Triumph Speed Triple

TVR
- TVR Sagaris
- TVR Tuscan S

Volkswagen
- Volkswagen Golf V R32
- Volkswagen W12 Coupe
- Volkswagen W12 Roadster

Wiesmann
- Wiesmann GT MF4
- Wiesmann Roadster MF3

### Megapack para PC
El juego también tiene disponible una ampliación de coches no gratuita. Incluye 45 coches y una moto que van desde la fuerza de los coches americanos a la elegancia de los italianos, e incluye algunos de los vehículos más codiciados del planeta, renderizados con gran atención al detalle. Tras instalar el paquete, todos los coches pueden comprarse con normalidad en los concesionarios correspondientes del juego.
- Alfa Brera
- Audi RS4 quattro Saloon
- Audi S6
- Chrysler Crossfire® SRT-6 coupe
- Chrysler Crossfire® SRT-6 Roadster
- Dino 246 GT
- Dodge Challenger RT
- Dodge Charger Super Bee
- Dodge Viper SRT-10 coupe
- Edonis
- Ferrari 250 GTO
- Ferrari 308 GTS Quattrovalvole
- Ferrari 512 TR
- Ferrari 612 Scaglietti
- Ferrari Challenge Stradale
- Ferrari F40
- GM (Cadillac®) Cien™ Concept
- GM (Cadillac®) CTS-V™
- GM (Chevrolet®) Corvette® C1 1957
- GM (Chevrolet®) Corvette® C6™ Convertible
- GM (Chevrolet®) Corvette® Stingray™ Convertible 1971
- GM (Saturn™) Curve™ Concept
- Holden Efigy Concept
- Kawasaki Ninja ZX-12R
- Koenigsegg CCR
- Lamborghini Countach 25th Anniversary
- Lamborghini Gallardo Coupe
- Lamborghini Murciélago Roadster
- Lexus GS 450h
- Lexus IS 350
- Lexus LS 460 L
- Lexus LS 600h L
- Lexus SC 430
- McLaren F1 GT
- McLaren F1 LM
- Mercedes CL CLK GTR
- Nissan Skyline GTR R34
- Noble M400
- Pagani Zonda C12S Roadster
- RUF RGT
- RUF RK Spyder
- RUF RT 12
- RUF Rturbo
- Spyker C8 Spyder
- Spyker C8 Spyder T
- TVR T440R

## Recepción
Test Drive Unlimited recibió críticas "generalmente favorables", según el agregador de reseñas Metacritic.
411Mania le dio a la versión de Xbox 360 una puntuación de 8,6 sobre 10 y afirmó: "Incluso si tienes un juego de carreras de próxima generación, este es un título que DEBES probar. Este es un juego tan abierto que nunca termina realmente como World of Warcraft y sentir que eres parte de la Isla con tus casas, vehículos y club es algo demasiado genial como para dejarlo pasar". The Sydney Morning Herald le dio a la misma versión una puntuación de cuatro estrellas de cinco y la llamó "un paraíso para los aficionados a los coches y un concepto novedoso en los juegos de conducción. El mundo en línea de Test Drive Unlimited seguramente será imitado". The Times también le dio cuatro estrellas de cinco y afirmó que "se acerca más que la mayoría de los juegos a recrear la libertad de la vida real". En Japón, donde la versión para Xbox 360 fue portada y publicada por Microsoft el 26 de abril de 2007, Famitsu le dio al juego una puntuación de 34 sobre 40.
La Academia de Artes y Ciencias Interactivas nominó a Test Drive Unlimited como "Juego de carreras del año" en la 10.ª edición anual de los premios Interactive Achievement Awards.

## Secuela y reinicio
En febrero de 2008, se salió la noticia de que la secuela, titulado Test Drive Unlimited 2 había sido confirmado a través de un sitio web de Daily Motion. La persona encargada fue David Nadal (jefe de estudio y director de juegos de Eden Games). La entrevista se realizó a un programa francés (o revista francesa) sobre el mundo de los videojuegos. En la entrevista se habla sobre un mal momento económico de Eden Games o Atari y sobre la entrada de Phil Harrison en Infogrames. Este hecho ocasionó algunos cambios en su secuela.
En 2016, el editor francés Bigben Interactive (más tarde rebautizado como Nacon) adquirió la propiedad intelectual de Test Drive de Atari, con planes de revivir la franquicia. En 2018, Bigben adquirió el desarrollador de juegos de carreras francés Kylotonn (bajo la marca KT Racing) y Roman Vincent, presidente de Kylotonn, sugirió que estaban trabajando en la próxima entrega de Test Drive. El título completo del segundo reinicio de la serie Test Drive Unlimited se nombró como Test Drive Unlimited Solar Crown. El juego desarrollado por Kylotonn presentaría una recreación 1:1 de la isla de Hong Kong, China.